# Marțian I. Niciu
Marțian I. Niciu (n. 1 martie 1927 – d. 2 noiembrie 2016) a fost profesor universitar doctor la Facultatea de Drept a Universității „Babeș-Bolyai“  din Municipiul Cluj-Napoca, unde a funcționat în calitate de cadru didactic universitar activ începând din anul 1948 și până în anul universitar 1991/1992, fiind titular al catedrei de drept internațional public din anul 1952 și până la pensionare, conducător de doctorat și decan al facultății din anul 1990. După pensionare, profesorul Marțian I. Niciu a continuat să funcționeze în calitate de profesor consultant și de conducător de doctorat.
Profesorul Marțian I. Niciu a efectuat stagii de schimb de experiență și specializare la Universitatea Liberă din Bruxelles în perioada 1966-67 și la Academia de Drept Internațional de la Haga în anul 1970.
În perioada 1982-1985, profesorul Marțian I. Niciu a fost ales co-director al Institutului internațional de drept spațial al Federației Astronautice Internaționale, cu sediul la Paris, care număra 320 de membri din 42 de state.
În anul 1969, profesorul Marțian I. Niciu a participat la lucrările Subcomitetului juridic al Comitetului ONU pentru dreptul spațial pentru elaborarea Convenției internaționale privind răspunderea statelor pentru daunele provocate de obiectele spațiale.
Activitatea științifică a profesorului Marțian I. Niciu s-a concretizat în publicarea a numeroase  articole și studii de drept internațional public și de drept spațial în țară și în străinătate, în elaborarea „Cursului de drept internațional public“, scris împreună cu profesorul Ludovic Takacs, și care a fost distins în 1978 cu premiul „Simion Bărnuțiu“ al Academiei României. A publicat apoi, în anul 1982, cartea „Introducere în dreptul internațional spațial și, tot în același an, manualul „Organizații internaționale“.
Profesorul Marțian I. Niciu  a făcut parte din colectivele care au elaborat Dicționarul diplomatic, apărut în 1979, și Dicționarul de drept internațional public, editat în 1982.
Începând din 1990, profesorul Marțian I. Niciu  a elaborat și a publicat tratatul Drept internațional public, care a fost tipărit în cîteva ediții succesive (ultima ediție fiind cea din anul 2001) și care reprezintă un reper bibliografic în doctrina română de drept internațional public.